# تعادل عمومی محاسبه‌پذیر
الگوی تعادل عمومی محاسبه پذیر مالی از جمله الگوهای کاربردی در اقتصاد هستند که برای تحلیل اثرات متقابل بخش مالی و بخش واقعی اقتصاد ایجاد می‌شوند. این الگوها بر مبنای نظریه تعادل عمومی برای تحلیل اثرات یک سیاست یا شوک خاص در بخش مالی یا بخش واقعی کاربرد دارند. در واقع، تحلیل تعادل عمومی در مقابل تحلیل تعادل جزیی قرار دارد. در تعادل جزئی، فرض ثبات سایر شرایط در بررسی یک مسئله لحاظ می‌شود اما در تحلیل تعادل عمومی این فرض کنار گذاشته می‌شود. در الگوی تعادل عمومی محاسبه پذیر مالی، فرض بر این است که بخش واقعی و بخش مالی بر یکدیگر اثر دارند.

## کلیات

### الگوی تعادل عمومی محاسبه پذیر واقعی
الگوی تعادل عمومی محاسبه پذیر واقعی، یک چارچوب محاسباتی برای تحلیل سیاست‌های بخش واقعی اقتصاد بر مبنای رویکرد تعادل عمومی فراهم می‌کند.
الگوهای تعادل عمومی محاسبه پذیر واقعی معمولاً چند بخشی هستند و بر اساس موضوع مورد بررسی، همه فعالیت‌های اقتصاد را در قالب چند طبقه فعالیت مد نظر قرار می‌دهئد.
همچنین در این الگوها معمولاً بازار کالاها و خدمات به تفکیک وجود دارد. بازار کار و بازار سرمایه نیز مد نظر قرار می‌گیرد.
در بخش واقعی اقتصاد مسائل مرتبط با عرضه و تقاضای کل اقتصاد مطرح می‌شود و شامل سطح تولید کالا و خدمات، سطح صادرات، سطح واردات، سطح اشتغال، سطح مصرف، سطح مخارج دولت، سطح تشکیل سرمایه، مالیات و تعرفه است.

### الگوی تعادل عمومی محاسبه پذیر مالی
یک الگوی تعادل عمومی محاسبه پذیر مالی، متغیرهای مالی کلان را در کنار بخش واقعی اقتصاد در نظر می‌گیرد
. البته الگوهای تعادل عمومی محاسبه پذیر واقعی ممکن است فعالیت خدمات مالی را به عنوان یک فعالیت در برداشته باشند اما فاقد نهادهای مالی، دارایی‌های مالی و بازار دارایی‌های مالی هستند. هر چند اغلب الگوهای تعادل عمومی محاسبه پذیر دنیا، تنها متناظر با بخش واقعی اقتصاد هستند اما تعدادی از آن‌ها را می‌توانید در این مقاله مشاهده نمایید. در اقتصاد، بخش مالی شامل بازار دارایی‌های مالی (تسهیلات، سپرده‌ها، سهام، اوراق قرضه و...) و نهادهای مالی (شرکتهای مالی، بانک‌های تجاری، بانک مرکزی و...) است. یک الگوی تعادل عمومی محاسبه پذیر مالی، فروضی در خصوص رفتار تشکیل پرتفوی و در نهایت توابع عرضه و تقاضای دارایی‌های مالی در بردارد.

## مبانی نظری
الگوی تعادل عمومی محاسبه پذیر مالی بر اساس مبانی نظری اقتصاد خرد بنا می‌شوند. در این الگوها رفتار بهینه یابی خانوارها، رفتار بهینه یابی تولیدکنندگان و رفتار بهینه یابی پرتفوی نهادها، چگونگی انتخاب آن‌ها را توضیح می‌دهد. رفتار بهینه یابی خانوارها، بنگاه‌ها و نهادها تعیین‌کننده توابع عرضه و تقاضا در بازارهای مختلف یک اقتصاد هستند.

### بهینه یابی مصرف
فرض می‌شود خانوارها مطلوبیت خود را از مصرف کالاها و خدمات بیشینه می‌کنند. با حل مسئله بهینه یابی خانوار، توابع تقاضای خانوارها از کالاها و خدمات به دست می‌آید.

### بهینه یابی تولید
فرض می‌شود تولیدکنندگان به دنبال حداکثرسازی سود یا حداقل سازی هزینه تولید هستند. با حل مسئله بهینه یابی تولیدکننده، توابع تقاضای بنگاه از کار، سرمایه و کالاها و خدمات واسطه به دست می‌آید. همچنین توابع عرضه کالاها و خدمات نیز از بهینه یابی بنگاه به دست می‌آید.

### بهینه یابی پرتفوی
از یک سو فرض می‌شود نهادهای سپرده گذار به دنبال حداکثر سازی سود پرتفوی مالی خود هستند. از سوی دیگر فرض می‌شود، نهادهای وام گیرنده به دنبال حداقل هزینه پرتفوی تأمین مالی خود هستند. با حل مسئله بهیه یابی پرتفوی عرضه و تقاضای دارایی مالی (عرضه و تقاضای وجوه) به دست می‌آید.

## کاربردها
الگوهای تعادل عمومی محاسبه پذیر برای تحلیل طیف گسترده‌ای از سیاست‌ها قابل استفاده هستند. در بخش واقعی برای تحلیل سیاست‌های تغییر تعرفه، مالیات، یارانه و همچنین مجوزها مانند انتشار کربن مورد استفاده قرار می‌گرند. این الگوها در موضوعات زیر مورد استفاده قرار می‌گیرند
1. انرژی، منابع محیط زیست
2. گردشگری و توریسم
3. تجارت بین‌الملل
4. مهاجرت، تحولات جمعیت و بازار کار
5. تغییر بهره‌وری و شوک تکنولوژی
6. توزیع درآمد

در خصوص بخش مالی نیز موضوعات متعددی در این الگوها قابل بررسی هستند. موضوعات مورد بررسی در این حیطه عبارتند از:
1. تغییرات نرخ سود بانکی
2. تغییر در سیاست ارزی و رژیم ارزی
3. انتشار یا خرید اوراق قرضه
4. تغییر در بدهی دولت به بانک مرکزی
5. تغییر در نرخ ذخیره قانونی
6. تغییر در نرخ تنزیل

## داده‌های مورد استفاده
دراین الگوها از ماتریس حسابداری اجتماعی مالی استفاده می‌شود. ماتریس حسابداری اجتماعی یک ابزار توصیفی برای نشان دادن جزئیات ساختار اقتصاد یک کشور است. از آنجا که این ماتریس اطلاعاتی را در مورد ارتباط بخش‌های تولیدی، عوامل تولیدی و ارتباط با دنیای خارج ارائه می‌کند و هم‌چنین چگونگی ارتباط ایجاد درآمد و مصرف درآمد را نشان می‌دهد، ابزاری مناسب برای تحلیل‌های تعادل عمومی به‌شمار می‌رود
.
اما این اطلاعات به تنهایی برای مدل‌سازی متغیرهای مالی کافی نیست. برای مدل‌سازی مالی لازم است اطلاعات تعاملات کارگزاران بخش مالی و همچنین متغیرهای مالی در دسترس باشند. ماتریس حسابداری اجتماعی مالی ساختار مناسب برای این مدل‌سازی را فراهم می‌کند.
ماتریس حسابداری اجتماعی مالی، ماتریسی است که علاوه بر اطلاعات بخش واقعی اقتصاد، اقتصاد مربوط به مبادلات مالی و انتقالات سرمایه‌ای را نیز در بردارد. اطلاعات دارایی‌های مالی شامل سپرده بانکی، سهام، اوراق قرضه، تسهیلات و... است. نهادهای مالی نیز شامل بانکها، بانک مرکزی (یا به صورت تجمیعی شرکت‌های مالی)، شرکتها، دولت و خانوارها در نقش سرمایه‌گذار هستند. به بیان ساده این ماتریس پرتفوی منابع و مصارف مالی نهادها و خانوارها را در بردارد
.

## سابقه مدل سازی تعادل عمومی مالی
مدل‌سازی تعادل عمومی محاسبه پذیر مالی از دو دهه پیش آغاز شد و رفته رفته بر پیچیدگی‌های این مدل‌ها افزوده شد. در نسخه‌های ابتدایی مدل رابینسون معرفی شد
.
در مدل‌های پیچیده‌تر خانوارها مطلوبیت خود را در طول دوره مورد بررسی حداکثر می‌کنند
.
در سال‌های اخیر الگوهای تعادل عمومی محاسبه پذیر مالی مورد توجه بیشتری قرار گرفته‌اند. در پژوهش زیائو و ویتور نیز از یک مدل تعادل‌عمومی محاسبه‌پذیر پویا مربوط به اقتصاد چین استفاده شده‌است که علاوه بر بخش‌های تولیدی و واقعی، متغیرهای مالی را نیز در خود جای داده‌است
.
دیبوویکز نیز برای اقتصاد آرژانتین یک مدل تعادل عمومی مالی طراحی نموده است
.
در مدل دیبو ویکز برای آرژانتین پرتفوی خانوار شامل پول و سپرده است که از محل خالص ارزش مالی خانوار و استقراض تأمین می‌شود. همچنین لی و یانگ از یک الگوی تعادل عمومی مالی محاسبه پذیر برای تحلیل تعاملات بخش واقعی و بخش مالی در اقتصاد چین استفاده کرده‌اند
.

## پیوند به مفاهیم مرتبط
http://en.wikipedia.org/wiki/Computable_general_equilibrium
http://en.wikipedia.org/wiki/Social_accounting_matrix
http://en.wikipedia.org/wiki/Utility_maximization_problem
http://en.wikipedia.org/wiki/Profit_maximization